# InFAMOUS 2
『inFAMOUS 2』（インファマス 2）は、ソニー・コンピュータエンタテインメントより2011年7月7日に発売された、PlayStation 3専用のアクションゲームソフト。北米でT区分（13歳以上対象、CEROのZ区分に相当）として発売されているが、日本法人のソニー・コンピュータエンタテインメントにおいては、前作『INFAMOUS〜悪名高き男〜』に引き続き、Z区分（18歳以上のみ対象）ゲームとなっている。今作では北米版同様、タイトルは『inFAMOUS』と「in」の部分が小文字となっている。

## 概要
サッカーパンチプロダクションズが開発したサンドボックス型アドベンチャー『INFAMOUS〜悪名高き男〜』の続編。今作では前作をより上回るアクション性と箱庭の自由度を実現している。電気の超能力を活かしたアクションや、主人公の行動次第によって善悪のカルマが変動するシステムは健在。本作最大の特徴として、ユーザー作成ミッションモードを搭載している。街中に様々なオブジェや敵、市民を配置することによって、ユーザー自身の手で様々なミッションを作成することができる。ミッション内容はPlayStation Networkを通じて、全世界のユーザーとの共有が可能となっている。

## 登場人物
コール・マグラス
声：藤原啓治
本作の主人公。レイ・スフィアの力によって電気を操る超人的な能力を得た元メッセンジャー。それ以来、自信と苦悩の中で様々な脅威と戦い続けている。ケスラーによってビーストが地球を滅亡させる未来を見せられ、それに立ち向かうためにさらなる力を得ようとする。今作ではコールの電気を伝達する装置「アンプ」による格闘戦が可能となった他、仲間と協力することで仲間の力の一部を使用できる。
ジーク・ダンバー
声：島田敏
コールとは長年に渡る親友で、エンパイアシティーでは共に数々の苦難をくぐり抜けてきた頼れる相棒。コールの持つ「アンプ」を開発するなど、技術面での腕は確か。かつてはコールが持つ超人的な能力に憧れを抱いて裏切りを働いたこともあったが、現在はその過去を悔やんでいる。
ルーシー・クオ
声：三石琴乃
ビースト撃退のためにコールらに協力するNSA（国家安全保障局）のエージェント。前作に登場したジョン・ホワイトの同僚。作中で敵に捕まり、氷の力を操るコンジットとなる。 善のカルマを体現する理知的な女性であるが、ビーストがかつての同僚ジョン・ホワイトであること、ビーストの手段が世界を救いうると判断し、最終決戦では悪のカルマ側としてビーストに協力する。
ニックス
声：高乃麗
沼地の魔女。家族を奪ったバートランドに恨みを抱いている。コールと同じくコンジット（レイスフィアエネルギー適合者）。炎と油を操る。
悪のカルマを体現する荒々しい性格であるが、終盤でペットの怪物をビーストに殺されたことで、最終決戦では善のカルマ側につきビーストを討つ決意を固める。
セバスチャン・ウルフ博士
声：星野充昭
メンタリストに協力してレイ・スフィアを開発した。NSAのクオらと通じていたがレイ・スフィアの爆発によって多くの犠牲者を出したことを悔やみ、コールにビースト撃退のための協力を申し出る。ニューマレイ中に飛び去った伝書鳩にメッセージが託されている。
ジョン・ホワイト
声：楠大典
NSAのエージェント。ウルフ博士の残した音声記録に登場する。
物語後半で自分がビーストであるとコールに明かした。ビーストはレイ・スフィアと同等の力を持ちコンジットを目覚めさせ疫病を治療しているが、その過程でレイ・スフィア同様の大爆発を発生させ周囲の全てを破壊してしまう。
ロスコ・ラロッシュ
声：谷口節
レジスタンスのリーダー。現在は水没した廃墟となっている忘却の町の出身で、ミリシアの襲撃で家と妻を失った過去を持つ。モンスターの生贄にされかかっていた姪のサラ（声：足立友）をコールに救出された恩から彼に協力する。
ジョセフ・バートランド3世
声：西村知道
ゲームの舞台となるニューマレイの有力者。跳梁する怪物に対抗するためミリシア（民兵組織）を結成し、実質的にニューマレイを支配下に置いている。 ニューマレイでレイ・スフィアを起動した張本人で、強大な怪物に変化する能力を持つコンジット。

## その他
カプコンの対戦格闘ゲーム『ストリートファイター X 鉄拳』にコールがゲストキャラクターとして登場する。半袖シャツでアンプを使う『InFAMOUS 2』がベースで、アンプコンボやショックグレネード、プラズマトルネードなどで戦う。